# Nationwide Tour 2009
De Nationwide Tour 2009 was het 20ste seizoen van de opleidingstour van de PGA Tour en het zevende seizoen onder de naam Nationwide Tour. Het seizoen begon met het Panama Digicel Championship, in februari 2009, en eindigde met het Nationwide Tour Championship, in oktober 2009. Er stonden 29 toernooien op de agenda.

## Kalender
| Data  | Data  | Toernooi                                  | Stad                        | Winnaar            | Score | Score | Info           |
| ----- | ----- | ----------------------------------------- | --------------------------- | ------------------ | ----- | ----- | -------------- |
| 05-02 | 08-02 | Panama Digicel Championship               | Panama-Stad, Panama         | Vance Veazey po    | 273   | –7    |                |
| 26-02 | 01-03 | Moonah Classic                            | Melbourne, Australië        | Alistair Presnell  | 279   | –9    |                |
| 04-03 | 08-03 | HSBC New Zealand PGA Championship         | Christchurch, Nieuw-Zeeland | Steven Alker       | 273   | –15   |                |
| 11-03 | 15-03 | Michael Hill New Zealand PGA Championship | Arrowtown, Nieuw-Zeeland    | Alex Prugh         | 269   | –19   |                |
| 26-03 | 29-03 | Chitimacha Louisiana Open                 | Broussard, Louisiana        | Bubba Dickerson po | 274   | –10   |                |
| 02-04 | 05-04 | Stonebrae Classic                         | Hayward, Californië         | Michael Sim        | 266   | –18   | Nieuw toernooi |
| 16-04 | 19-04 | Athens Regional Foundation Classic        | Athens, Georgia             | Patrick Sheehan po | 274   | –14   |                |
| 23-04 | 26-04 | South Georgia Classic                     | Valdosta Georgia            | Garth Mulroy       | 275   | –13   |                |
| 14-05 | 17-05 | BMW Charity Pro-Am                        | Greer, South Carolina       | Michael Sim po     | 264   | –22   |                |
| 28-05 | 31-05 | Rex Hospital Open                         | Raleigh, North Carolina     | Kevin Johnson      | 266   | –18   |                |
| 04-06 | 07-06 | Melwood Prince George's County Open       | Potomac, Maryland           | Mathias Gronberg   | 269   | –19   |                |
| 11-06 | 14-06 | Knoxville Open                            | Knoxville, Tennessee        | Kevin Johnson po   | 268   | –20   |                |
| 18-06 | 21-06 | Fort Smith Classic                        | Fort Smith, Arkansas        | Jason Enloe po     | 265   | –15   |                |
| 25-06 | 28-06 | Nationwide Tour Players Cup               | Bridgeport, West Virginia   | Tom Gillis         | 273   | –15   |                |
| 09-07 | 12-07 | Ford Wayne Gretzky Classic                | Thornbury, Canada           | Roger Tambellini   | 265   | –20   |                |
| 23-07 | 26-07 | Cox Classic                               | Omaha, Nebraska             | Rich Barcelo       | 264   | –20   |                |
| 06-08 | 09-08 | Preferred Health Systems Wichita Open     | Wichita, Kansas             | Chris Tidland      | 268   | –16   |                |
| 13-08 | 16-08 | Price Cutter Charity Championship         | Springfield, Missouri       | Justin Bolli       | 267   | –21   |                |
| 20-08 | 23-08 | Christmas in October Classic              | Overland Park, Kansas       | Michael Sim        | 264   | –20   | Nieuw toernooi |
| 27-08 | 30-08 | Northeast Pennsylvania Classic            | Scranton, Pennsylvania      | Gary Christian po  | 265   | –15   |                |
| 03-09 | 06-09 | Mexico Open                               | Léon, Mexico                | Troy Merritt po    | 273   | –15   |                |
| 10-09 | 13-09 | Utah Championship                         | Sandy, Utah                 | Josh Teater        | 264   | –20   |                |
| 17-09 | 20-09 | Albertsons Boise Open                     | Boise, Idaho                | Fran Quinn         | 270   | –14   |                |
| 24-09 | 27-09 | WNB Golf Classic                          | Midland, Texas              | Garrett Willis     | 268   | –20   |                |
| 01-10 | 04-10 | Soboba Classic                            | San Jacinto, Californië     | Jerod Turner       | 269   | –15   | Nieuw toernooi |
| 08-10 | 11-10 | Chattanooga Classic                       | Chattanooga, Tennessee      | Chris Barylal      | 269   | –19   |                |
| 15-10 | 18-10 | Miccosukee Championship                   | Miami, Florida              | Chad Collins       | 274   | –10   |                |
| 22-10 | 25-10 | Nationwide Tour Championship              | Charleston, South Carolina  | Matt Every         | 267   | –21   |                |

| po = winnaar na play-off |